# Maghi contro alieni
Maghi contro alieni (Wizards vs Aliens) è una serie televisiva britannica di genere fantascientifico, per ragazzi. È stata creata da Russell T. Davies e Phil Ford ed è prodotta da BBC Wales e FremantleMedia Enterprises.
La serie è incentrata su Tom Clarke (Scott Haran), un mago sedicenne, e il suo miglior amico Benjamin "Benny" Sherwood (Percelle Ascott), appassionato di scienze, e sulla loro lotta contro gli alieni Nekross, che hanno intenzione di invadere il pianeta Terra per consumare chiunque e qualunque cosa legata alla magia della quale sono ghiotti e immuni.
Nella serie vengono affrontate tematiche a tratti sorprendenti per un prodotto con questo target di riferimento. In particolare durante la seconda e terza stagione, l'avventuroso ritmo narrativo della serie è intrecciato a temi più seri e maturi. Fra questi il coming-out che il co-protagonista Benny fa nel finale della seconda serie, rivelando di essere omosessuale (censurato nella versione polacca) oppure la scomparsa di diversi personaggi ai quali sono legati i protagonisti che si sacrificano per proteggere i propri cari. Maghi contro alieni non è una serie per soli ragazzi e contiene anche spunti adatti a un pubblico più adulto.

## Trama

### Prima stagione
Tom Clarke (Scott Haran) è apparentemente un normale sedicenne, studente liceale appassionato di calcio, ma in realtà nasconde un grande segreto: è un mago appartenente alla stirpe magica dei Crowe. Vive con il padre Michael, la nonna Ursula (anche lei maga) e l'hob goblin Randal Moon, guardiano della camera dei Crowe.
Si trova a essere rincorso per la prima volta dai Nekross, alieni che intendono prosciugare i maghi assorbendone la magia perché sono ghiotti di essa. Nonostante inizialmente sia tentato di utilizzare la magia semplicemente per ottenerne vantaggi nella vita di tutti i giorni, Tom capisce con l'arrivo dei Nekross che la magia va tutelata in quanto potrebbe rischiare di mettere in pericolo altri soggetti. Diventa amico di Benjamin "Benny" Sherwood (Percelle Ascott), un "non mago", studente modello della scuola, spesso preso in giro, che incontra proprio quando è inseguito per la prima volta dai Nekross che vogliono risucchiare la magia di Tom. Qui si rivela a Benny e inizia a vivere insieme a lui una serie di avventure per cercare di proteggere i maghi e gli umani dalla minaccia dei Nekross.
Questi ultimi sono alieni provenienti dal pianeta Nekron. Il principe Varg, la sorella Lexie e il padre, sovrano del pianeta, attraverso la loro navicella spaziale ideano continui piani per rapire i maghi e assorbirne la magia. Tom e Benny danno vita così a un insolito binomio scienza-magia per contrastare gli alieni e salvare la Terra dai loro piani.

### Seconda stagione
La seconda stagione si svolge con una breve distanza temporale dalla prima, e, pur mantenendo come tematica principale il contrasto con i Nekross, introduce nuovi personaggi secondari e si focalizza sui legami fra i protagonisti. In particolare si sviluppano i rapporti fra Benny e Tom Clarke e fra Lexie e Tom. Si scopre che la prematura scomparsa della madre del protagonista (anch'essa maga) è stata causata dai Nekross. Infatti, quando era un bambino, Tom vide la mamma scomparire in uno scontro con una presunta forza magica. In realtà, gli stessi alieni rivelano che la madre combatté con una sonda da loro inviata per assorbire la magia dei terrestri. Benny inoltre rivela al protagonista le sue insicurezze nei rapporti con gli altri e dichiara la propria omosessualità. Nel finale della seconda stagione, Tom Clarke deve affrontare la sfida di salvare se stesso, i Nekross e la Terra. Il protagonista si trova infatti con Benny sull'astronave degli alieni che è in avaria a causa di un attacco da parte della Cancelliera Kooth del pianeta Nekron che vuole sottrarre il trono al padre di Varg e conquistare la Terra. In quest'occasione salverà la vita a Lexie per amor suo, trasformandola in umana e facendole vivere una nuova vita accanto al figlio che hanno concepito nella Sponda del Mai, che si è sacrificata per consentire a Tom di proteggere la Terra.

### Terza stagione
La terza stagione inizia con l'immagine di apparente normalità, segno che c'è stato un periodo di pace fra i maghi e gli alieni. I Nekross decidono però di tornare nuovamente all'attacco. Varg, diventato sovrano del pianeta Nekron è intento a vendicarsi di Tom per aver compiuto l'atto di trasformare la sorella Lexie in un'umana per salvarle la vita. 
Il sovrano è manipolato dalla moglie Lady Lyzera, che nasconde al marito di essere una maga. La regina di Nekross progetta infatti segretamente un piano per assorbire tutta la magia della Terra diventando così la padrona dell'Universo e usa come pedina il marito Varg. Durante questa stagione, Tom deve affrontare le proprie paure, fra le quali quella di non essere in grado di gestire a pieno la magia perdendo il controllo. Inoltre Benny sceglie di partire per l'America dove andrà a studiare in un prestigioso istituto e si separerà, con non poche difficoltà, dal suo migliore amico Tom. Il protagonista rincontra, anche se per un breve periodo, lo stregone e nonno paterno Simons, mai conosciuto prima. La ragazza di Tom, Katie Lord, scopre finalmente che il suo fidanzato è un mago. Dopo aver vissuto con lui un'avventura che ha messo a repentaglio la vita di Ursula, nonna di Tom, Katie chiederà allo stesso di cancellarle la memoria per non farle ricordare che lui è mago. Questo perché la ragazza non si ritiene pronta a condividere delle responsabilità così grandi, come quelle che il giovane mago ha. 
Lady Lyzera riporta in vita Warlock, un potentissimo stregone malvagio intrappolato in un sonno secolare proprio da un antenato della stirpe dei Crowe, sperando di ottenere da lui il potere per governare l'universo. Warlock si serve però della regina di Nekron al solo scopo di essere liberato e potersi vendicare dei maghi. Tom, aiutato da Randal Moon, trova la forza per acquisire e controllare un grande potere magico che gli consentirà di fronteggiare lo stregone e salvare l'universo intero.

## Episodi
Divise in tre stagioni le puntate presentano episodi narrativi che sono solitamente divisi in due parti (una per puntata).
| Stagione         | Episodi | Prima TV Inghilterra | Prima TV Italia |
| ---------------- | ------- | -------------------- | --------------- |
| Prima stagione   | 12      | 2012                 | 2014            |
| Seconda stagione | 14      | 2013                 | 2014            |
| Terza stagione   | 10      | 2014                 | 2015            |

## Personaggi e interpreti
- Tom Clarke, interpretato da Scott Haran.
Un sedicenne mago che dovrà apprendere i segreti della magia e salvare i maghi e la Terra dalla minaccia dei Nekross. È un ragazzo socievole, con tanti amici, amante del calcio. D'istinto impulsivo, coraggioso è sempre pronto ad aiutare gli altri. Nel corso della serie vivrà avventure con difficoltà sempre più crescenti, dalle quali riuscirà a uscire, anche grazie alla grande amicizia con Benny con il quale svilupperà un rapporto molto solido. Tom crescerà mostrando una notevole maturità e profondità morale (sviluppata soprattutto nel corso della seconda e terza serie) arrivando a diventare per i maghi un simbolo e un punto di riferimento nella lotta contro i Nekross. Ha una cotta per Katie Lord, sua compagna di classe, con la quale avrà un rapporto altalenante a causa del segreto magico che deve difendere. Come tutti i maghi, può lanciare solo tre incantesimi al giorno. Nel finale della seconda serie si troverà a dover gestire un grande potere con il quale dovrà essere in grado di salvare sia la Terra che la nave spaziale dei Nekross. Proprio per la paura di essere incapace di controllare a pieno grandi poteri nel corso della terza stagione si troverà in difficoltà nell'uso della magia, ostacolo che supererà per salvare l'universo dalla minaccia di Warlok e Lady Lyzera. La madre, grande maga, è scomparsa quando era piccolo per opera dei Nekross.

- Benjamin "Benny" Sherwood, interpretato da Percelle Ascott. Migliore amico, compagno e coetaneo di Tom è uno studente modello e genio della scienza. Si trova a vivere involontariamente la minaccia dei Nekross grazie alla quale diventerà amico e alleato del protagonista. Grazie alla sua conoscenza delle scienze aiuterà Tom nella difesa del pianeta dalla minaccia aliena, sviluppando una particolare sinergia vincente fra scienza e magia. Durante la seconda serie rivelerà proprio a Tom di essere omosessuale. Nel corso della terza serie il percorso dei due amici si divide. Benny accetta infatti di partecipare a un prestigioso programma di studio negli Stati Uniti.

- Ursula Crowe, interpretata da Annette Badland.
La nonna di Tom, simpatica stregona che fa da mamma e insegnante magico al protagonista. A volte è goffa e impacciata con la magia, perché non sempre le riescono gli incantesimi. È una grande conoscitrice dei segreti magici e arriverà a essere disposta a sacrificarsi per salvare il nipote e per consentirgli di combattere la minaccia dei Nekross.

- Michael Clarke, interpretato da Michael Higgs.
Padre di Tom, è un "non mago" e fa il veterinario. Non sempre condivide la strada della magia e le scelte che essa comporta, anche per la prematura scomparsa della moglie, che tutti credono morta a causa di uno scontro con una forza magica oscura. È molto protettivo con il figlio e vuole che si impegni a fondo a scuola che viva una vita il più possibile normale, ma sarà in prima linea per aiutarlo nella lotta contro i Nekross.

- Randal Moon, interpretato da Dan Starkey.
È un hobgoblin che vive nella camera dei Crowe, una sorta di tana magica che segue la famiglia Clarke e si materializza nel loro bagno, del quale è anche protettore. Ha una grande stima nei confronti di Ursula e nonostante il suo iniziale cinismo con Tom e Benny, mettera la propria conoscenza della magia al servizio del giovane mago aiutandolo a salvare il pianeta.

- Re dei Nekross, doppiato da Brian Blessed (stagioni 1-2).
Sovrano del pianeta alieno, ha l'aspetto di una grossa palla. Manca da molti anni da Nekron e il suo corpo è intrappolato in un alloggiamento dell'astronave nella quale vive insieme ai figli Varg e Lexi. Dal carattere autoritario e spietato, è ingordo di magia che vuole continuamente divorare per pura golosità. Al termine della seconda serie, si scopre che con la magia che ha ingerito per ingordigia avrebbe potuto sfamare il suo intero pianeta per molto tempo. Accanto a lui c'è una botola chiamata "Scorpolus" nella quale è solito far buttare collaboratori che falliscono nei compiti o nemici che poi vengono divorati.

- Varg, interpretato da Jefferson Hall (stagioni 1-2) e Kristian Phillips (stagione 3)..
Principe e poi sovrano (nella terza stagione) del pianeta Nekron ha un carattere rigido e autoritario. Cercherà con ogni mezzo di assorbire la magia dei terrestri e di sbarazzarsi di Tom Clarke, unico ostacolo davanti al suo obiettivo. Nella terza serie è sovrano del pianeta e marito della perfida Lady Lyzera e sarà convinto più che mai nel combattere Tom Clarke perché ha compiuto un atto disonorevole per i Nekross: ha infatti trasformato la sorella Lexie in un'umana per salvarla dalla morte.

- Lexi, interpretata da Gwendoline Christie (stagioni 1-2).
Principessa di Nekron, intelligente e astuta svilupperà un legame molto forte che la lega a Tom Clarke con il quale nel corso delle due stagioni si troverà a vivere diverse importanti avventure. In particolare nella seconda serie vivrà un'esperienza nella "Sponda del mai", un mondo parallelo dove la magia regna sovrana, diventando moglie di Tom, vivendo con lui molti anni avendo anche un figlio (Benny Junior). Tuttavia, una volta uscita da questa dimensione, dimenticherà apparentemente ciò che è accaduto, tornando a vivere il proprio ruolo che la vuole apparente nemica del giovane mago. In realtà nel suo profondo vorrebbe la pace per i due pianeti. Nel finale della seconda stagione salverà Tom, a costo di procurarsi ferite mortali, per consentirgli di salvare la nave spaziale dei Nekross e la Terra. Verrà in seguito salvata dallo stesso mago che, acquisito un grande potere, la trasformerà in umana e la trasporterà in una dimensione passata insieme al figlio avuto nella Sponda del mai, per consentirle di vivere finalmente una vita felice.

- Lady Lyzera, interpretata da Alex Childs (stagione 3).
Regina di Nekron appare nella terza stagione come moglie di Varg. Ambiziosa e senza scrupoli, supporta il marito nella lotta contro il pianeta Terra e Tom Ckarke. Manipolatrice di Varg, nasconde il segreto di essere una maga che vuole assorbire tutta la magia della Terra per diventare sovrana dell'universo. Per questo risveglierà il potente mago oscuro Warlock che Tom dovrà affrontare per salvare l'universo. Dialoga spesso con il proprio animale domestico, un perfido draghetto parlante al quale svela i propri piani malvagi.

- Katie Lord, interpretata da Manpreet Bambra.
Compagna di scuola di Benny e Tom intraprende un'altalenante relazione con quest'ultimo. Non conosce il segreto di Tom fino alla terza serie, nella quale il mago lancerà un incantesimo per proteggerla. Vivrà così un'avventura magica con lui alla fine della quale chiederà a Tom di cancellarle la memoria perché, pur apprezzando il fatto che il suo ragazzo sia un mago, non si sente pronta ad affrontare le responsabilità che questo comporta e preferisce frequentarlo ignorando il suo segreto. Difende spesso Benny dagli scherzi che alcuni compagni fanno.